# Heinrich von Leis
Heinrich Mer von Leis († 27. Juli 1342) war als Heinrich II. Bischof von Lavant.
Heinrich Mer von Leis entstammte einer reichen Ministerialenfamilie aus Niederösterreich. Er studierte in Bologna Kirchenrecht und promovierte 1332 zum Doktor. Im selben Jahr wurde er Domherr in Salzburg, 1333 Rektor der Infirmerie und Beichtvater des Salzburger Domdekans und 1335 Domkustos. Im Jahr 1338 wurde er durch den Salzburger Erzbischof Heinrich von Pirnbrunn zum Bischof von Lavant ernannt. Er residierte jedoch nicht in St. Andrä, sondern in Wien, und ernannte seinen späteren Nachfolger Heinrich III. zum Verweser des Bistums.